# Sergueï Zoubov
Pour les articles homonymes, voir Zoubov.
Temple de la renommée : 2019
Temple de la renommée russe : 2014
Sergueï Aleksandrovitch Zoubov - en russe : Сергей Александрович Зубов (Sergej Aleksandrovič Zubov) et en anglais : Sergei Zubov (né le 22 juillet 1970 à Moscou en République socialiste fédérative soviétique de Russie) est un joueur professionnel russe de hockey sur glace devenu entraîneur.
Il remporte la Coupe Stanley en 1994 avec les Rangers de New York puis en 1999 avec les Stars de Dallas. Ces derniers retirent son numéro de maillot en 2022 en l'honneur de ses douze saisons avec eux.
Zoubov est intronisé en 2014 au temple de la renommée Russe et en 2019 au temple de la renommée pour sa carrière de joueur.

## Biographie

### Carrière en club
Zoubov a commencé sa carrière professionnelle de joueur de hockey dans le club de l'Armée rouge, le HK CSKA Moscou dès l'âge de 19 ans en 1989. Il continue de jouer pour le club même après la chute de l'URSS.
Zoubov est choisi au cinquième tour du repêchage d'entrée dans la LNH 1990 par les Rangers de New York (85e choix au total) et passe sa première saison entre les Rangers et l'équipe de la Ligue américaine de hockey associée aux Rangers : les Rangers de Binghamton. Il effectue quand même dès sa première saison en LNH 49 matchs de la saison régulière et totalise 31 points.
La saison d'après, il joue principalement avec les Rangers et totalise 77 passes décisives en saison régulière et fait partie de l'équipe qui gagne la finale de la Coupe Stanley. Il marque 19 points (dont 5 buts) durant les séries éliminatoires.
Il continue d'être un joueur essentiel de la défense des Rangers l'année suivante jusqu'au 31 mai 1995 où, en compagnie de Petr Nedvěd, il rejoint les Penguins de Pittsburgh en échange de Ulf Samuelsson et Luc Robitaille. Zoubov ne passe qu'une saison dans la franchise de Pennsylvanie et prend la direction des Stars de Dallas le 22 juin 1996 en retour de Kevin Hatcher.
Même si dans sa nouvelle franchise Zoubov n'atteint plus son niveau de jeu du temps des Rangers, le système de jeu de Dallas lui convient totalement et il est sélectionné pour les Matchs des étoiles à trois reprises entre son arrivée à Dallas et le lock-out de 2004-2005. De plus, il est le seul défenseur de la ligue a réaliser 10 saisons consécutives avec plus de 40 points par saison.
Faisant suite à la mise en place des nouvelles règles dans la ligue, son jeu prend une nouvelle dimension lui permettant d'inscrire au cours de la saison 2005-2006 de la LNH 71 points.
Il met un terme à sa carrière en 2011 après une saison blanche pour cause de blessures.
Il est honoré par les Stars de Dallas lors d'une cérémonie le 29 janvier 2022 au cours de laquelle son numéro de maillot est retiré en remerciement de ses douze saisons en tant que défenseur. Au cours de son passage dans l'équipe, il a établi le record de matchs joués (839), de buts (111), d'aides (438) et de points (549) par un défenseur, pour l'ensemble des saisons Stars et North Stars confondus .

### Carrière internationale
Il représente l'URSS pour le championnat d'Europe junior (élu meilleur défenseur du tournoi) et pour les championnats du monde junior en 1989 (médaille d'or) et 1990 (médaille d'argent).
En 1992 avec la Communauté des États indépendants il remporte aux Jeux olympiques d'hiver de 1992 à Albertville (France) une médaille d'or. Il participe la même année au championnat du monde de hockey sur glace.
En 1996, il joue la Coupe du monde de hockey avec la Russie.
Non retenu dans l'effectif russe de 23 joueurs annoncé le 25 décembre 2009 pour les Jeux olympiques de Vancouver, il se permet de refuser d'être remplaçant.

### Honneurs et trophées personnels

#### Ligue nationale de hockey
- Participation au Match des étoiles: 1998, 1999 et 2000
- Vainqueur de la Coupe Stanley : 1994 avec les Rangers de New York  et 1999 avec les Stars de Dallas.
- Sélectionné dans la seconde équipe type : 2005-2006

#### Ligue continentale de hockey
- 2009-2010 : meilleur défenseur du mois de novembre.
- 2009-2010 : meilleur défenseur du mois de janvier.
- 2010 : participe avec l'équipe Iachine au deuxième Match des étoiles.
- 2009-2010 : termine pointeur des défenseurs en saison régulière.
- 2009-2010 : nommé dans l'équipe type.

## Statistiques
| Saison     | Équipe                 | Ligue      |       | Saison régulière | Saison régulière | Saison régulière | Saison régulière | Saison régulière |    | Séries éliminatoires | Séries éliminatoires | Séries éliminatoires | Séries éliminatoires | Séries éliminatoires |
| Saison     | Équipe                 | Ligue      | PJ    | B                | A                | Pts              | Pun              | PJ               | B  | A                    | Pts                  | Pun                  |                      |                      |
| 1988-1989  | HK CSKA Moscou         | URSS       | 29    | 1                | 4                | 5                | 10               | -                | -  | -                    | -                    | -                    |                      |                      |
| 1989-1990  | CSKA Moscou            | URSS       | 48    | 6                | 2                | 8                | 16               | -                | -  | -                    | -                    | -                    |                      |                      |
| 1990-1991  | CSKA Moscou            | URSS       | 41    | 6                | 5                | 11               | 12               | -                | -  | -                    | -                    | -                    |                      |                      |
| 1991-1992  | CSKA Moscou            | MHL        | 36    | 4                | 7                | 11               | 6                | -                | -  | -                    | -                    | -                    |                      |                      |
| 1992-1993  | CSKA Moscou            | MHL        | 1     | 0                | 1                | 1                | 0                | -                | -  | -                    | -                    | -                    |                      |                      |
| 1992-1993  | Rangers de Binghamton  | LAH        | 30    | 7                | 29               | 36               | 14               | 11               | 5  | 5                    | 10                   | 2                    |                      |                      |
| 1992-1993  | Rangers de New York    | LNH        | 49    | 8                | 23               | 31               | 4                | -                | -  | -                    | -                    | -                    |                      |                      |
| 1993-1994  | Rangers de Binghamton  | LAH        | 2     | 1                | 2                | 3                | 0                | -                | -  | -                    | -                    | -                    |                      |                      |
| 1993-1994  | Rangers de New York    | LNH        | 78    | 12               | 77               | 89               | 39               | 22               | 5  | 14                   | 19                   | 0                    |                      |                      |
| 1994-1995  | Rangers de New York    | LNH        | 38    | 10               | 26               | 36               | 18               | 10               | 3  | 8                    | 11                   | 2                    |                      |                      |
| 1995-1996  | Penguins de Pittsburgh | LNH        | 64    | 11               | 55               | 66               | 22               | 18               | 1  | 14                   | 15                   | 26                   |                      |                      |
| 1996-1997  | Stars de Dallas        | LNH        | 78    | 13               | 30               | 43               | 24               | 7                | 0  | 3                    | 3                    | 2                    |                      |                      |
| 1997-1998  | Stars de Dallas        | LNH        | 73    | 10               | 47               | 57               | 16               | 17               | 4  | 5                    | 9                    | 2                    |                      |                      |
| 1998-1999  | Stars de Dallas        | LNH        | 81    | 10               | 41               | 51               | 20               | 23               | 1  | 12                   | 13                   | 4                    |                      |                      |
| 1999-2000  | Stars de Dallas        | LNH        | 77    | 9                | 33               | 42               | 18               | 18               | 2  | 7                    | 9                    | 6                    |                      |                      |
| 2000-2001  | Stars de Dallas        | LNH        | 79    | 10               | 41               | 51               | 24               | 10               | 1  | 5                    | 6                    | 4                    |                      |                      |
| 2001-2002  | Stars de Dallas        | LNH        | 80    | 12               | 32               | 44               | 22               | -                | -  | -                    | -                    | -                    |                      |                      |
| 2002-2003  | Stars de Dallas        | LNH        | 82    | 11               | 44               | 55               | 26               | 12               | 4  | 10                   | 14                   | 4                    |                      |                      |
| 2003-2004  | Stars de Dallas        | LNH        | 77    | 7                | 35               | 42               | 20               | 5                | 1  | 1                    | 2                    | 0                    |                      |                      |
| 2005-2006  | Stars de Dallas        | LNH        | 78    | 13               | 58               | 71               | 46               | 5                | 1  | 5                    | 6                    | 6                    |                      |                      |
| 2006-2007  | Stars de Dallas        | LNH        | 78    | 12               | 42               | 54               | 26               | 6                | 0  | 4                    | 4                    | 2                    |                      |                      |
| 2007-2008  | Stars de Dallas        | LNH        | 46    | 4                | 31               | 35               | 12               | 11               | 1  | 5                    | 6                    | 4                    |                      |                      |
| 2008-2009  | Stars de Dallas        | LNH        | 10    | 0                | 4                | 4                | 0                | -                | -  | -                    | -                    | -                    |                      |                      |
| 2009-2010  | SKA Saint-Pétersbourg  | KHL        | 53    | 10               | 32               | 42               | 32               | 4                | 0  | 1                    | 1                    | 0                    |                      |                      |
| Totaux LNH | Totaux LNH             | Totaux LNH | 1 068 | 152              | 619              | 771              | 337              | 164              | 24 | 93                   | 117                  | 62                   |                      |                      |